# 入船亭扇里
入船亭 扇里（いりふねてい せんり、1976年7月11日 - ）は、神奈川県出身の落語家。落語協会会員。出囃子∶俄獅子。紋∶蔦の葉。本名：赤沼 修一。

## 来歴
1976年（昭和51年）生まれ。横浜市立本郷中学校を経て、神奈川県立永谷高等学校を卒業。父親の影響で落語を聴くようになった。
1996年（平成8年）4月、九代目入船亭扇橋に弟子入り。「扇ぱい」と命名されて同年6月に初高座に上がる。
2000年（平成12年）5月、林家きく麿と共に二ツ目に昇進し、「扇里」に改名。
2010年（平成22年）9月20日より林家きく麿、三遊亭鬼丸、三代目蜃気楼龍玉、五代目柳家小せんとともに真打昇進。

## 芸歴
- 1996年
  - 4月 - 九代目入船亭扇橋に入門。
  - 5月 - 前座名「扇ぱい」を名乗る。
  - 11月 - 楽屋入り。
- 2000年5月 - 二ツ目昇進、「扇里」と改名。
- 2010年9月 - 真打昇進。

## 人物
趣味は競馬、料理、日本史の研究。歴史に関する本は落語本と同じくらい所有しているという。食べられない時期は競馬で稼いでいた。
5分以上素麺を茹でて麺つゆは使わないという斬新な料理レシピをツイッターにあげる。
実家の近所をシン・ゴジラに破壊された。
1999年7月に左足首外果骨折し二ヶ月休席、9月に寄席復帰。同時に前座会長になった。
熱狂的なベイスターズファン。
「ソーイング・ビー」にはまっていて、将来オーバーオールを着ようと思っている。
頑なにガラケーをつかっているが、最近調子が悪い。

## 出囃子
1. キューピー（2000年 - 2015年）
2. 俄獅子（2015年 - ）

## 著書
- 『たぬき亭ぽん太のはじめて落語 なぞかけえほん』（文・入船亭扇里、絵・きたがわめぐみ）小学館、2015年
- 『とんちずもう だいどころばしょ』（文・入船亭扇里、絵・きたがわめぐみ）ハッピーオウル社、2015年

## 出演番組
- 戸塚グルービー・ソース・ラジオ（エフエム戸塚）